# Haliclona olivacea
Haliclona olivacea är en svampdjursart som beskrevs av Fromont 1995. Haliclona olivacea ingår i släktet Haliclona och familjen Chalinidae.
Artens utbredningsområde är Nya Kaledonien. Inga underarter finns listade i Catalogue of Life.